# Jastrzębska Spółka Węglowa
Jastrzębska Spółka Węglowa S.A. – największy w Polsce producent węgla koksowego typu 35 (hard) wysokiej jakości (węgla ortokoksowego zgodnie z Polską Normą PN-82/G-97002) i największa komercyjna grupa koksowni w Unii Europejskiej. Obszar wydobywczy Grupy ulokowany jest w Górnośląskim Zagłębiu Węglowym. Podstawową działalność Grupy stanowi produkcja i sprzedaż węgla kamiennego, głównie węgla koksowego i węgla do celów energetycznych oraz produkcja i sprzedaż koksu i węglopochodnych. Całkowite wydobycie węgla przez Grupę w 2022 roku  wyniosło 14,1 mln ton.
JSW S.A. jest notowana od lipca 2011 r. na Giełdzie Papierów Wartościowych w Warszawie i wchodzi w skład 14 indeksów, w tym indeksu WIG20 i od 31 lipca 2012 r. także w skład Respect Index. Kapitalizacja giełdowa spółki na dzień 13 sierpnia 2012 r. wyniosła 10,8 mld zł, 28 grudnia 2018 roku ponad 7,8 mld zł, a 21 czerwca 2023 ponad 4,9 mld PLN. Ogólne przychody grupy kapitałowej w roku 2012 przekroczyły 9 mld złotych, przychody ze sprzedaży wyniosły ponad 8 800 mln złotych. Przychody ze sprzedaży w 2018 roku wyniosły 9 809,5 mln złotych. W roku 2022 przychody przekroczyły 20 mld PLN.
Od 2011 do 2015 cena akcji spółki spadła o 90%, co wiąże się z pogarszającą się globalnie pozycją rynkową węgla (bańka węglowa).
Grupa JSW jest jednym z największych pracodawców w Polsce. Łącznie w Grupie JSW na koniec grudnia 2022 zatrudnionych było ponad 30 tys. osób, w tym ponad 21 tys. w Jastrzębskiej Spółce Węglowej.

## Historia
Jastrzębska Spółka Węglowa została utworzona 1 kwietnia 1993 r. na bazie części Rybnicko-Jastrzębskiego Gwarectwa Węglowego jako jedna z siedmiu działających wówczas spółek węglowych. W jej skład weszło siedem samodzielnie funkcjonujących przedsiębiorstw górniczych, które przekształcono w jednoosobową spółkę Skarbu Państwa z siedzibą w Jastrzębiu-Zdroju.
W chwili rozpoczęcia działalności do spółki należały następujące kopalnie:
1. Kopalnia Węgla Kamiennego Borynia,
2. Kopalnia Węgla Kamiennego Jastrzębie,
3. Kopalnia Węgla Kamiennego Krupiński,
4. Kopalnia Węgla Kamiennego Morcinek,
5. Kopalnia Węgla Kamiennego Moszczenica,
6. Kopalnia Węgla Kamiennego Pniówek,
7. Kopalnia Węgla Kamiennego Zofiówka.

W latach 1993–2006 spółka prowadziła restrukturyzację, której elementem było m.in. wydzielanie majątku bezpośrednio niezwiązanego z działalnością podstawową spółki i tworzenie na jego podstawie odrębnych podmiotów prawnych. W październiku 1994 roku Spółka połączyła kopalnię Jastrzębie z kopalnią Moszczenica. W rezultacie powstała kopalnia Jas-Mos. W 1995 roku utworzono Zakład Logistyki Materiałowej zajmujący się zaopatrzeniem materiałowym kopalń Spółki. W 1996 roku powstał Polski Koks, który wchodzi w skład Grupy. W 1998 roku kopalnię Morcinek (z uwagi na nieuzasadnione ekonomicznie wydobycie w tamtym czasie) postawiono w stan likwidacji, która zakończyła się w 2000 roku.
W połowie 2003 roku Spółka założyła spółkę Koksownię Przyjaźń sp. z o.o., do której w grudniu 2003 roku Skarb Państwa wniósł w postaci aportu przedsiębiorstwo państwowe Zakłady Koksownicze „Przyjaźń”, zlokalizowane w Dąbrowie Górniczej. W ramach procesu restrukturyzacji zadłużenia dokonano konwersji wierzytelności Koksowni Przyjaźń na udziały, dzięki czemu, w połowie 2005 roku, Spółka nabyła w Koksowni Przyjaźń 46,24% udziałów. Następnie, w wyniku odkupu udziałów od innych wspólników, udział Spółki w kapitale zakładowym Koksowni Przyjaźń wzrósł do 88,12%. W 2008 roku Skarb Państwa wniósł do Spółki kopalnię Budryk, po czym Spółka przystąpiła do realizacji szeroko zakrojonego programu modernizacyjnego w celu przestawienia tej kopalni z produkcji wyłącznie węgla koksowego Typu 34 (semi-soft) oraz węgla do celów energetycznych na produkcję węgla koksowego Typu 35 (hard) o wyższej wartości. W 2010 roku Spółka nabyła od Skarbu Państwa 90,59% akcji Przedsiębiorstwa Gospodarki Wodnej i Rekultywacji.
Z dniem 1 stycznia 2011 roku, w ramach prowadzonych procesów reorganizacyjnych, Spółka dokonała integracji kopalń Borynia oraz Zofiówka, tworząc nową dwuruchową kopalnię Borynia-Zofiówka. 1 stycznia 2013 przyłączono trzeci ruch: kopalni Jas-Mos tworząc megakopalnię łącząca obszary górnicze czterech dawnych kopalń. Działa ona pod nazwą Kopalnia Węgla Kamiennego Borynia-Zofiówka-Jastrzębie.
1 sierpnia 2014 roku Jastrzębska Spółka Węglowa zakupiła od Kompanii Węglowej kopalnię Knurów-Szczygłowice. W ramach restrukturyzacji firmy 1 października 2016 roku część Ruchu Jas-Mos przekazano do Spółki Restrukturyzacji Kopalń.
31 marca 2017 roku kopalnia Krupiński została przekazana nieodpłatnie do Spółki Resrukturyzacji Kopalń.
W roku 2017 spółka osiągnęła rekordowo wysokie zyski, tj. 2 543,3 mln zł. Na początku 2018 roku zaprezentowana została strategia na lata 2018–2030, która zakłada stopniowy wzrost produkcji węgla z 14,9 mln ton w 2017 roku do 18,2 mln ton w 2030 roku. Poczynając od 2020 roku, udział produkcji węgla koksowego w produkcji ogółem zostanie zwiększony z obecnych 72 do 85%. Poziom produkcji i sprzedaży koksu zaplanowano na poziomie powyżej 3,4 mln ton. Docelowo, koks wielkopiecowy o wysokich parametrach ma stanowić aż 78% produkcji grupy. Łączne nakłady inwestycyjne i kapitałowe w całej grupie w okresie obowiązywania strategii będą kształtować się na poziomie około 18,9 mld zł. Jastrzębska Spółka Węglowa stawia na odnawialne źródła energii i ekologię, dlatego strategia zakłada aż pięciokrotne zwiększenie produkcji energii elektrycznej z metanu wydobywanego w kopalniach.
Na początku 2019 roku ze struktur kopalni zespolonej Borynia-Zofiówka-Jastrzębie wydzielono nową kopalnię, noszącą nazwę – od nazwy złoża – Bzie Dębina w budowie.

## Struktura Grupy JSW S.A.
Grupa Kapitałowa Jastrzębskiej Spółki Węglowej prowadzi działalność w oparciu o dwie główne linie biznesowe:
- segment węglowy – wydobycie węgla (głównie koksowego) odbywa się w 4 kopalniach
  - Kopalnia Węgla Kamiennego Borynia-Zofiówka-Bzie
  - Kopalnia Węgla Kamiennego Budryk
  - Kopalnia Węgla Kamiennego Knurów-Szczygłowice
  - Kopalnia Węgla Kamiennego Pniówek
  - Zakład Wsparcia Produkcji
- segment koksowniczy – produkcja pełnej gamy produktów koksowniczych w koksowniach:
  - JSW Koks S.A. – 96,28% udziałów należy do grupy kapitałowej JSW
    - Koksownia Przyjaźń
    - Koksownia Radlin
    - Koksownia Jadwiga

W skład Grupy JSW wchodzą także przedsiębiorstwa wspierające dwie główne linie biznesowe – górniczą i koksowniczą – które prowadzą działalność pomocniczo-informatyczną – zakłady remontowe, transport, kolejnictwo itp.:
- Jastrzębska Spółka Kolejowa Spółka z o.o.
- Jastrzębskie Zakłady Remontowe Sp. z o.o.
  - JZR Dźwigi Sp. z o.o.
- JSW Szkolenie i Górnictwo Sp. z o.o.
  - JSW Ochrona Sp. z o.o.
- JSW IT Systems sp. z o.o. (dawniej Advicom Sp. z o.o.)
- Centralne Laboratorium Pomiarowo-Badawcze Sp. z o.o.
- Przedsiębiorstwo Gospodarki Wodnej i Rekultywacji S.A.
  - JSW Zwałowanie i Rekultywacja Sp. z o.o.
- JSW Logistics Sp. z o.o. (dawniej ZPiS Spedkoks Sp. z o.o.)
- JSW Nowe Projekty S.A.,
- Przedsiębiorstwo Budowy Szybów S.A.,
- JSU Sp. z o.o.
- Carbotrans Sp. z o.o.
- BTS Sp. z o.o.
- ZREM-BUD Spółka z o.o.

## Wydobycie i produkcja
Obszar wydobywczy JSW jest zlokalizowany w Górnośląskim Zagłębiu Węglowym. Węgiel koksowy produkowany przez JSW wykorzystywany jest głównie w produkcji koksu – podstawowego składnika wsadu do wytwarzania stali (obok rudy żelaza). Grupa JSW przetwarza w swoich koksowniach około 40% produkowanego przez siebie węgla koksowego, dzięki czemu finalnie oferuje produkt przetworzony o większej wartości.
W 2011 r. w kopalniach JSW wydobyto 8,8 mln t węgla koksowego (w tym 7,3 mln t koksowego typu 35) oraz 3,8 mln t węgla do celów energetycznych, który sprzedawany jest głównie do elektrowni i elektrociepłowni. W 2011 roku w koksowniach należących do JSW S.A. wyprodukowano 3,1 mln t koksu. Według danych finansowych za rok 2011 przychody Grupy ze sprzedaży w roku 2011 wyniosły 9,38 mld zł, w tym sprzedaż węgla – 4,94 mld zł i koksu – 4,22 mld zł. Zysk netto wyniósł 2,1 mld zł. Kapitał własny spółki wynosił 8,44 mld zł.
Grupa JSW S.A. jest jednym z największych eksporterów w Polsce. Około 46% produkcji spółki trafia na eksport. W roku 2011 wartość eksportu JSW wyniosła 3,93 mld zł (w tym koksu – 3,19 mld zł, i węgla – 739 mln zł). Około 90% eksportu Grupy trafia na rynki Unii Europejskiej, głównie do Niemiec, Austrii, Czech, Słowacji, Rumunii i Węgier. Wśród największych zewnętrznych odbiorców węgla koksowego oferowanego przez Grupę są ArcelorMittal Poland, Voestalpine Stahl, U.S. Steel, Moravia Steel, Koksownia Częstochowa Nowa.
W 2018 roku kopalnie wchodzące w skład Jastrzębskiej Spółki Węglowej wyprodukowały 15 mln ton węgla, w tym 10,3 mln ton koksowego oraz 4,7 mln ton węgla do celów energetycznych. W 2018 roku koksownie wchodzące w skład Grupy Kapitałowej JSW wyprodukowały 3,6 mln ton koksu. Kopalnie JSW SA posiadają łącznie ok. 6,7 mld ton zasobów bilansowych węgla, w tym 1 mld ton zasobów operatywnych węgla. Grupa zamierza powiększać bazę zasobów operatywnych, co umożliwi utrzymanie mocnej pozycji na międzynarodowych rynkach przez okres następnych kilkudziesięciu lat.
Wydobycie węgla kamiennego w kopalniach JSW w 2011 r.
| Kopalnia                                        | Wydobycie dobowe netto | Obszar górniczy | Zasoby operatywne                                | Typ produkowanego węgla       | Okres funkcjonowania bez inwestycji strategicznych | Okres funkcjonowania przy realizacji inwestycji strategicznych |
| ----------------------------------------------- | ---------------------- | --------------- | ------------------------------------------------ | ----------------------------- | -------------------------------------------------- | -------------------------------------------------------------- |
| KWK Borynia-Zofiówka-Jastrzębie (Ruch Borynia)  | 8 000t/d               | 17,4 km²        | 32,6 mln ton                                     | 35.1, 35.2A, 35.2B            | do 2030                                            | do 2042                                                        |
| KWK Borynia-Zofiówka-Jastrzębie (Ruch Zofiówka) | 7 000t/d               | 26,8 km²        | 93,7 mln ton                                     | 35.1                          | do 2021                                            | do 2051                                                        |
| KWK Budryk                                      | 12 000 t/d.            | 37,5 km²        | 234,1 mln ton                                    | 34.2 oraz węgiel energetyczny | do 2034                                            | do 2077                                                        |
| KWK Borynia-Zofiówka-Jastrzębie (Ruch Jas-Mos)  | 6700 t/d               | 32,5 km²        | 30,2 mln ton                                     | 35.2B                         | do 2022                                            | do 2022                                                        |
| KWK Krupiński                                   | 8100 t/d               | 27,2 km²        | 21,4 mln ton                                     | 34.1, 34.2                    | do 2020                                            | do 2030                                                        |
| KWK Pniówek                                     | 11 200 t/d             | 28,6 km²        | Pniówek: 80,9 mln ton; Pawłowice 1: 54,3 mln ton | 35.1                          | do 2025                                            | do 2051                                                        |

Zasoby operatywne i prognozowana żywotność poszczególnych zakładów na dzień 31 grudnia 2018 roku:
| Kopalnia                        | Zasoby operatywne | Prognozowana żywotność |
| KWK Budryk                      | 251,6 mln ton     | do 2077 r.             |
| KWK Knurów-Szczygłowice         |                   |                        |
| Ruch Knurów                     | 153,5 mln ton     | do 2072 r.             |
| Ruch Szczygłowice               | 168,1 mln ton     | do 2078 r.             |
| KWK Pniówek                     | 181,5 mln ton     | do 2051 r.             |
| KWK Borynia-Zofiówka-Jastrzębie |                   |                        |
| Ruch Zofiówka                   | 199,6 mln ton     | do 2051 r.             |
| Ruch Borynia                    | 88,3 mln ton      | do 2042 r.             |
| Ruch Jastrzębie                 | 13,3 mln ton      | do 2025 r.             |

## Samowystarczalność energetyczna
Kopalnie JSW zaliczane są do najwyższej kategorii zagrożenia metanowego. Metan jako produkt uboczny wydobycia węgla jest w spółce wykorzystywany do celów energetycznych. W 2011 r. pozyskany w JSW metan posłużył do wytworzenia 208 GWh energii elektrycznej i 697 TJ energii cieplnej. W 2011 r. 71% ujętego metanu zostało wykorzystywane do produkcji energii elektrycznej, ciepła i chłodu. W ciągu najbliższych 3–4 lat planowane jest zwiększenie tego stopnia do 95%. W roku 2011 w Grupie 60% zużywanej energii elektrycznej i 98% ciepła pochodziło z własnych źródeł.

## Obrót na GPW
W połowie czerwca 2011 roku rozpoczęto przygotowania do sprzedaży akcji spółki w ofercie publicznej i wprowadzenia ich do obrotu giełdowego na warszawskiej Giełdzie Papierów Wartościowych. Handel walorami spółki rozpoczęto 6 lipca 2011 roku, a od września 2011 r. JSW weszła w skład WIG20. Od 1 sierpnia 2012 r. JSW jest także notowana w ramach Respect Index.
Skarb Państwa posiada 56,17% udziałów w Grupie JSW (stan na 14.03.2012). Kapitalizacja giełdowa spółki na dzień 31 lipca 2012 r. wyniosła 10,8 mld zł.

## Środowisko i działalność społeczna
Rocznie Spółka wydaje ok. 100 mln zł na ochronę środowiska, w tym ok. 15 mln zł na inwestycje. Ponadto Spółka wydaje ok. 80 mln zł na naprawę szkód górniczych w ramach usuwania skutków eksploatacji górniczej (naprawa obiektów kubaturowych oraz infrastruktury naziemnej i podziemnej). JSW chroni także lokalne cieki przed zasoleniem odprowadzając wody za pomocą systemu retencyjno-dozującego „Olza” oraz do Zakładu Odsalania Dębieńsko, gdzie z wód dołowych otrzymuje się sól przemysłową i spożywczą. W październiku 2011 r. JSW otrzymała nagrodę „Kropla Czystej Wody”, która jest wyróżnieniem za dbałość o czystość wód kopalnianych w Rybnickim Okręgu Przemysłowym, w tym za wspieranie projektów oczyszczania wód kopalnianych i za poparcie systemu hydrotechnicznej ochrony rzeki Odry. Dzięki wykorzystaniu 40% powstałego przy produkcji węgla metanu JSW pokrywa 66% własnego zapotrzebowania na energię elektryczną oraz 98% na ciepło. Kopalnie JSW prowadzą także segregację ok. 50 rodzajów odpadów wydobywczych. Na ich podstawie produkowane są kruszywa skalne – górnicze wykorzystywane w budownictwie drogowym, do prac inżynieryjno-budowlanych oraz hydrotechnicznych.
W roku 2018 Spółka na ochronę środowiska wydała 163,8 mln zł w tym 44,5 mln zł na inwestycje oraz 76,8 mln zł na naprawę szkód górniczych.

## Sponsoring
JSW jest także jednym z największych mecenasów polskiego sportu. Spółka jest głównym sponsorem trzech jastrzębskich klubów sportowych:
- Jastrzębski Węgiel – klub siatkarski
- JKH GKS Jastrzębie – klub hokejowy
- GKS Jastrzębie – klub piłkarski[30]